# Sự úa vàng

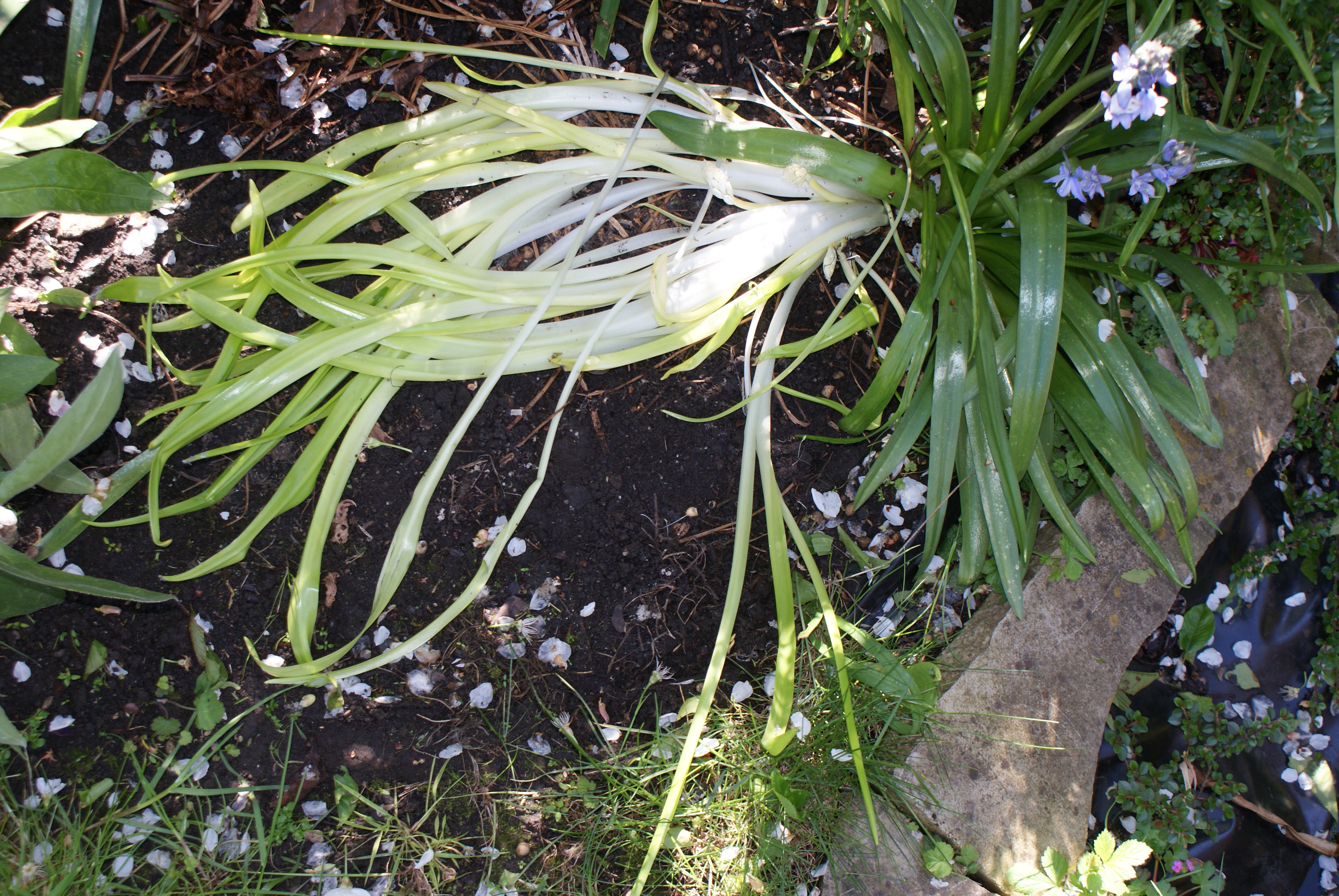
Hyacinthoides hispanica, có cả lá và hoa ở cả trạng thái bị bệnh và không bị bệnh. Lá bị úa dài nhất dài khoảng 50 cm.

Sự úa vàng (tiếng Anh: etiolation (/iːtiəˈleɪʃən/)) là một quá trình ở thực vật có hoa được trồng trong điều kiện thiếu ánh sáng một phần hoặc hoàn toàn. Những cây như vậy có đặc điểm là thân dài và yếu; lá nhỏ hơn do lóng dài hơn; và có màu vàng nhạt (bệnh úa vàng). Sự phát triển của cây con trong bóng tối được gọi là skotomorphogenesis.

## Khử úa
Khử úa là một loạt các thay đổi sinh lý và sinh hóa mà chồi cây trải qua khi trồi lên khỏi mặt đất hoặc phản ứng với ánh sáng sau một thời gian không tiếp xúc đủ ánh sáng. Quá trình này được gọi một cách không chính thức là xanh hóa. Những thay đổi này được kích hoạt trong chồi của cây hoặc lá và thân đã hình thành, xảy ra để chuẩn bị cho quá trình quang hợp.